# Sunflower (Missisipi)
Sunflower – miasto w Stanach Zjednoczonych, w stanie Missisipi, w hrabstwie Sunflower.